# Jerzy Żelaśkiewicz
Jerzy Michał Żelaśkiewicz pseud. „Śmiały”, „Korab” (ur. 25 stycznia 1926 w Książu Wielkim, zm. 14 stycznia 2025) – polski żołnierz konspiracji niepodległościowej w czasie II wojny światowej, pułkownik WP w stanie spoczynku, działacz kombatancki, wiceprezes Światowego Związku Żołnierzy Armii Krajowej (ŚZŻAK), a w 2021 p.o. prezesa ZG ŚZŻAK po śmierci Hanny Stadnik.

## Życiorys
W 1940 ukończył szkołę powszechną i kontynuował naukę na tajnych kompletach. W konspiracji działał jako członek Szarych Szeregów na terenie rodzinnego Książa Wielkiego. Jak sam podaje, służył w drużynie, a następnie w plutonie łączności. W latach 1943–1944 przebywał w niemieckim obozie karnym. Po wojnie studiował na Uniwersytecie Jagiellońskim, a następnie w latach 1950–1992 pracował w Najwyższej Izbie Kontroli.
Jako działacz kombatancki piastował między innymi funkcję wiceprezesa ds. awansów i odznaczeń oraz członka Prezydium Światowego Związku Żołnierzy Armii Krajowej. Jest także członkiem Stowarzyszenia „Szare Szeregi”. Opracował imienną listę 192 mieszkańcach gminy Książ Wielki poległych lub zamordowanych w czasie II wojny światowej, za co został nagrodzony I nagrodą w III edycji konkursu „Nasi bliscy, nasze dzieje, nasza pamięć”.
Po śmierci Hanny Stadnik był w 2021 p.o. prezesa Zarządu Głównego Światowego Związku Żołnierzy Armii Krajowej. 28 lipca 2021 zastąpiła go na tym stanowisku Teresa Stanek.
Zmarł 14 stycznia 2025. 24 stycznia 2025 został pochowany na Cmentarzu Wojskowym na Powązkach w Warszawie (kwatera D22-13-12). 

## Publikacje
- Społeczność żydowska w Książu Wielkim do 1942 r. (Jerzy Żelaśkiewicz, Warszawa, 2010; na s. red. i okł. błędny ISBN 789-83-919612-2-3, ISBN 978-83-919612-2-3)

## Wybrane odznaczenia[2]
- Krzyż Komandorski Orderu Odrodzenia Polski
- Krzyż Oficerski Orderu Odrodzenia Polski
- Krzyż Kawalerski Orderu Odrodzenia Polski
- Krzyż Walecznych,
- Krzyż Partyzancki,
- Krzyż Armii Krajowej,
- Srebrny Krzyż Zasługi z Mieczami,
- Medal Komisji Edukacji Narodowej